# Canal 7 (Neuquén)
Canal 7 de Neuquén, conocido anteriormente como Telefe Neuquén, es un canal de televisión argentino afiliado a Telefe que transmite desde la ciudad de Neuquén. El canal se llega a ver en el Alto Valle del río Negro y en toda la Provincia del Neuquén a través de repetidoras. Es operado por Alpha Media.

## Historia

### Adjudicación y lanzamiento
El 10 de octubre de 1963, mediante el Decreto 9071, el Poder Ejecutivo Nacional adjudicó a la empresa Neuquén TV S.A. una licencia para explotar la frecuencia del Canal 7 de la ciudad de Neuquén, capital de la provincia homónima. La sociedad estaba conformada por 25 socios, entre los que se destacaban Alfredo Suárez, Osvaldo Pianciola, Rodolfo Riavitz y Víctor Eddi.
Originalmente, Neuquén TV planeó iniciar las transmisiones del canal el 12 de septiembre de 1965, coincidiendo con el 61 aniversario de la fundación de la capital neuquina; sin embargo, la fecha de lanzamiento del canal se pospuso para diciembre. La licencia finalmente inició sus transmisiones regulares el 5 de diciembre de 1965 como LU 84 TV Canal 7 de Neuquén.
Canal 7 fue el primer canal de televisión abierta del Comahue y sus estudios se encontraban al costado de la Ruta Nacional 22, al lado del Monumento a Ceferino Namuncurá.

### Primeros años

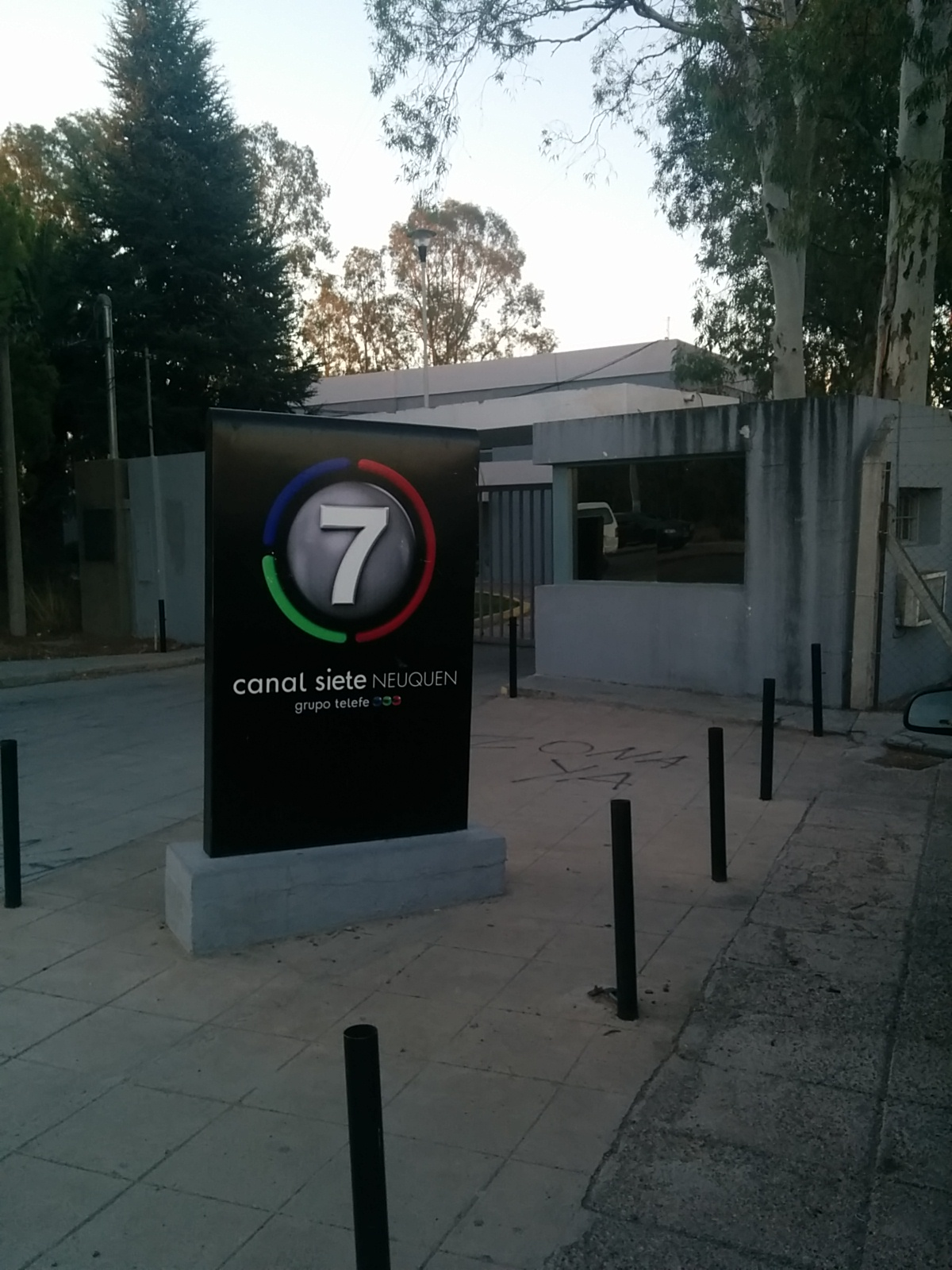
Ingreso a las instalaciones del canal, las cuales se encuentran ubicadas en la calle Riavitz.

El 13 de febrero de 1967, el Concejo Deliberante de la Ciudad de Neuquén autorizó la venta de dos hectáreas de la Chacra 138 (propiedad del Municipio) por $2 millones a Neuquén TV con el objetivo de construir la nueva sede del canal. Dichas instalaciones (que se encuentran frente a la Plaza de las Banderas y son las que actualmente utiliza el canal) fueron inauguradas el 1 de febrero de 1969.
En 1970, Canal 7 instaló su primera repetidora, ubicada en El Chocón. El 22 de abril de 1971, luego de verificar que las instalaciones de la repetidora funcionen correctamente, el Ente Nacional de la Radiodifusión y Televisión autorizó su funcionamiento en forma regular. Además, también en 1970, Canal 7 firmó un convenio con la empresa Yacimientos Petrolíferos Fiscales en el cual la petrolera acordó que le adelantaría a la emisora neuquina $200.000 en concepto de publicidad comercial e institucional, a cambio de que Canal 7 instale una repetidora que cubra las localidades de Catriel (donde se terminó instalando la estación retransmisora) y 25 de Mayo.
En 1979, Canal 7 empezó a emitir programas en color de forma experimental, mientras que en 1988 comenzó a transmitir su programación vía satélite.
El 12 de noviembre de 1982, mediante el Decreto 1207 (publicado el 17 de noviembre), el Poder Ejecutivo Nacional renovó la licencia conferida del Canal 7.

### Creación de Telefe y sucesivas ventas
El 21 de septiembre de 1989, el presidente Carlos Menem dispuso por decreto la privatización de los Canales 11 y 13 de la ciudad de Buenos Aires. Una de las empresas que participó en esas licitaciones era la sociedad Televisión Federal S.A. (Telefe), que tuvo en esos momentos como uno de sus principales accionistas a Televisoras Provinciales S.A. (del cual Neuquén TV S.A., la licenciataria de Canal 7, era accionista).
La licitación de Canal 11 fue ganada por la empresa Arte Radiotelevisivo Argentino (Artear), propiedad del Grupo Clarín. No obstante, debido a que también había obtenido la licencia de Canal 13, tenía que optar por uno de ellos y decidió quedarse con este último y por lo tanto, el 11 terminó en manos de Televisión Federal. La licencia se hizo efectiva el 15 de enero de 1990.
Durante la década de 1990, las acciones de Neuquén TV fueron vendidas en múltiples ocasiones. A 1997, las acciones de la licenciataria del 7 quedaron en manos de Dicor Difusión Córdoba S.A. (licenciataria del Canal 8 de Córdoba) y Pedro Simoncini (socio del Canal 5 de Rosario). El 2 de septiembre de 1998, Dicor y Simoncini fueron autorizados por Decreto nacional a ingresar como accionistas de Neuquén TV.
En abril de 1998, se dio a conocer que Televisoras Provinciales vendió su participación en Televisión Federal a Atlántida Comunicaciones y que 7 de las 10 empresas que lo conformaban (entre ellas Dicor Difusión Córdoba y Neuquén TV) aceptaron la oferta presentada por AtCo para quedarse con sus respectivas licencias. (siendo la transacción de esta última completada en septiembre de ese año, pasando todos los canales adquiridos, entre ellos el 8 de Córdoba y el 7, a formar parte del Grupo Telefe). Dicor y Neuquén TV fueron absorbidas en 1999 y en 2000 respectivamente por Compañía Surera de Inversiones S.A. (absorbida en 2002 por Televisión Federal). La transferencia de las licencias del ocho y el siete a Telefe fueron aprobadas el 30 de marzo de 2017, casi 19 años después.
El 12 de febrero de 1999, mediante la Resolución 3454, la Secretaría de Comunicaciones autorizó a Canal 7 a realizar pruebas en la Televisión Digital Terrestre bajo la normativa ATSC (normativa que fue dispuesta mediante la Resolución 2357 de 1998). Para ello se le asignó el Canal 8 en la banda de VHF.
El 30 de noviembre de 1999, Constancio Vigil, director general de Atlántida Comunicaciones, dio a conocer que el Grupo Telefónica (que tenía el 30% de la empresa) iba a comprar el 100% de las acciones de Telefe, 7 canales del interior (entre ellos Canal 7) y las radios Continental y FM Hit por aproximadamente U$D 530 millones. La transacción fue aprobada por la Secretaría de Defensa de la Competencia y del Consumidor el 19 de abril de 2000 y completada el 19 de mayo del mismo año.
El 30 de agosto de 2011, la Autoridad Federal de Servicios de Comunicación Audiovisual, mediante la Resolución 1033, autorizó al Canal 7 a realizar pruebas en la Televisión Digital Terrestre bajo el estándar ISDB-T (adoptado en Argentina mediante el Decreto 1148 de 2009). Para ello se le asignó el Canal 38 en la banda de UHF.

### Ley de Medios y los últimos años de Telefónica

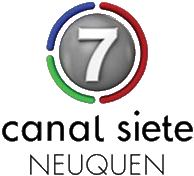
Logo utilizado por Canal 7 entre 2011 y 2018, reutilizado en 2023.

El 6 de diciembre de 2012, Telefe presentó su plan de adecuación voluntaria ante la Autoridad Federal de Servicios de Comunicación Audiovisual con el fin de adecuarse a la Ley de Servicios de Comunicación Audiovisual, donde propuso poner en venta el Canal 7 y el Canal 9 de Bahía Blanca. El plan fue aprobado el 16 de diciembre de 2014 (dos años después), quedando los dos canales en venta. El 29 de diciembre de 2015, mediante el Decreto 267/2015 (publicado el 4 de enero de 2016), se realizaron cambios a varios artículos de la ley (entre ellos el Artículo 45, que indicaba que el licenciatario no podría cubrir con sus medios de comunicación abiertos más del 35% de la población del país); a raíz de la eliminación del porcentaje límite de cobertura nacional, Telefe ya no tenía obligación de vender los dos canales. El 2 de febrero de 2016, el Ente Nacional de Comunicaciones (sucesora de la AFSCA) decidió archivar todos los planes de adecuación (incluyendo el de Telefe); como consecuencia de esto, Televisión Federal logró retener los 8 canales del interior en su poder.
Durante marzo de 2013, tres meses después a la presentación del plan de adecuación de Telefe ante la AFSCA, se había especulado que el empresario Juan Carlos Schroeder (dueño del diario La Mañana Neuquén y la radio LU 5 AM 600) iba a comprar un porcentaje del 7. Sin embargo, Schroeder negó al Diario Río Negro haber tenido contacto con Telefe o haber hecho una oferta por el canal, aunque reconoció que como empresario estaba interesado en comprar la emisora.
En octubre de 2013, trabajadores de Canal 7 y de otros medios de la región nucleados en el Sindicato Argentino de Televisión, Servicios Audiovisuales, Interactivos y de Datos (SATSAID) realizaron huelgas (que consistieron en retenciones de tareas por varias horas los días 8 y 9, y paros por 24 y 48 horas los días 15, 29 y 30 que impidieron la normal emisión de los programas locales) en reclamo de un adicional del 40% en sus sueldos por zona desfavorable. El conflicto con los empleados del canal se resolvió el 12 de diciembre de ese año luego de que el SATSAID y la Asociación de Teleradiodifusoras Argentinas (del cual Canal 7 es asociado) acordaran implementar el adicional por zona desfavorable en tres tramos; en el caso de Neuquén consistía de un plus del 14% a enero de 2014, 28% a enero de 2015 y 40% a enero de 2016.
El 8 de enero de 2015, el Gobierno de la Provincia del Neuquén comenzó a migrar los datos satelitales que recibían las repetidoras para retransmitir la señal de Canal 7 (además de migrar los de la señal de Radio de la estatal Radio y Televisión del Neuquén, entre otros servicios) del satélite AMC-6 al ARSAT-1, convirtiéndose el Estado Provincial en el primer cliente en migrar todos sus datos al satélite argentino (que fue puesto en órbita en octubre de 2014). Para julio de ese año, todas las repetidoras propias de la provincia recibían la señal del canal desde el nuevo satélite (cuya señal puede ser recibida de forma gratuita en la frecuencia de Banda Ku 12050 V).
El 4 de junio de 2015, la Autoridad Federal de Servicios de Comunicación Audiovisual, mediante la Resolución 381, le asignó a Canal 7 el Canal 29.1 para emitir de forma regular (en formato HD) en la Televisión Digital Terrestre.

### Venta a Viacom, digitalización y nueva identidad
El 3 de noviembre de 2016, se anunció que el grupo estadounidense Viacom había llegado a un acuerdo para comprar Telefe y sus canales (incluyendo el 7) por U$D 345 millones. La compra se concretó el 15 de noviembre. El ENACOM aprobó la transferencia de Telefe y sus licencias a Viacom el 30 de marzo de 2017.
El 5 de octubre de 2018, el gobernador de la Provincia del Neuquén, Omar Gutiérrez, presentó el Plan Quinquenal 2019–2023 de Desarrollo Provincial, en el cual se dio a conocer que uno de los proyectos que tiene el Estado Provincial para dicho periodo es el de migrar la red de repetidoras de Canal 7 a la Televisión Digital Terrestre.
El 14 de noviembre de 2018, se dio a conocer que el 21 de noviembre de ese año, a raíz de un cambio estratégico de cara al apagón analógico, los canales del Grupo Telefe en el interior (incluido el 7) iban a reemplazar su identificación comercial basada en la frecuencia analógica de la licencia por la de Telefe. Como consecuencia de este cambio, Canal 7 adoptó el nombre de Telefe Neuquén.
El 13 de agosto de 2019, CBS Corporation y Viacom anunciaron que llegaron a un acuerdo para fusionar sus respectivas unidades de negocio (incluyendo a Telefe y Canal 7) bajo el paraguas de la primera (que pasaría a llamarse ViacomCBS). La fusión fue completada el 4 de diciembre.
El 21 de diciembre de 2021, Telefe Neuquén se convirtió en el séptimo canal del grupo Telefe en transmitir en tecnología HD.

### Venta del canal y regreso de Canal 7
El 31 de enero de 2023, Telefe vendió la emisora al grupo Alpha Media de Marcelo Figoli, por lo que el canal dejó de ser propiedad de esta cadena y pasó a ser solamente estación afiliada de la misma, volviendo a adoptar el anterior nombre de Canal 7 y reutilizando el logo usado entre 2011 y 2018.
El 29 de junio de 2023, el canal dejó de emitir por televisión analógica para realizar la transición a la Televisión Digital Terrestre en el sur argentino, en cumplimiento del decreto 156/2022 del Ente Nacional de Comunicaciones, con el objetivo de migrar hacia la televisión digital terrestre.

## Programación
En sus principios, la estación solo emitía cuatro horas de programación diaria, que incluía un noticiero de 15 minutos de duración, con información suministrada por Clarín; series (como Bonanza y Hechizada) y películas extranjeras; y eventos deportivos. Debido a la ubicación de los estudios en el canal en ese entonces, sobre la Ruta Nacional 22, desde el canal debieron realizar retoques a los programas para mitigar los ruidos de los vehículos que pasaban por la ruta y así evitar la percepción de los mismos por parte del televidente.
Actualmente, gran parte de la programación del canal consiste en retransmitir los contenidos del Canal 11 de Buenos Aires, cabecera de la cadena Telefe (cuya programación es del tipo generalista, destinada a un grupo familiar).
La señal posee también programación local, entre los que se destacan Telefe Noticias Neuquén (que es el servicio informativo del canal) y Patagonia Telebingo (juego de bingo que se emite también por el Canal 6 de Bariloche y el Canal 10 de General Roca). Además, el canal emitió anteriormente otros programas que se destacaron dentro de la grilla del programación, entre ellos se encuentran A Diario (noticiero de la mañana producido por la estatal Radio y Televisión del Neuquén), Tarde Mix (magazine) y los ganadores al premio Martín Fierro Federal De la misma tierra (ciclo de documentales), El Mirador (programa de interés general) y Rica Patagonia (programa gastronómico).

## Noticias 7

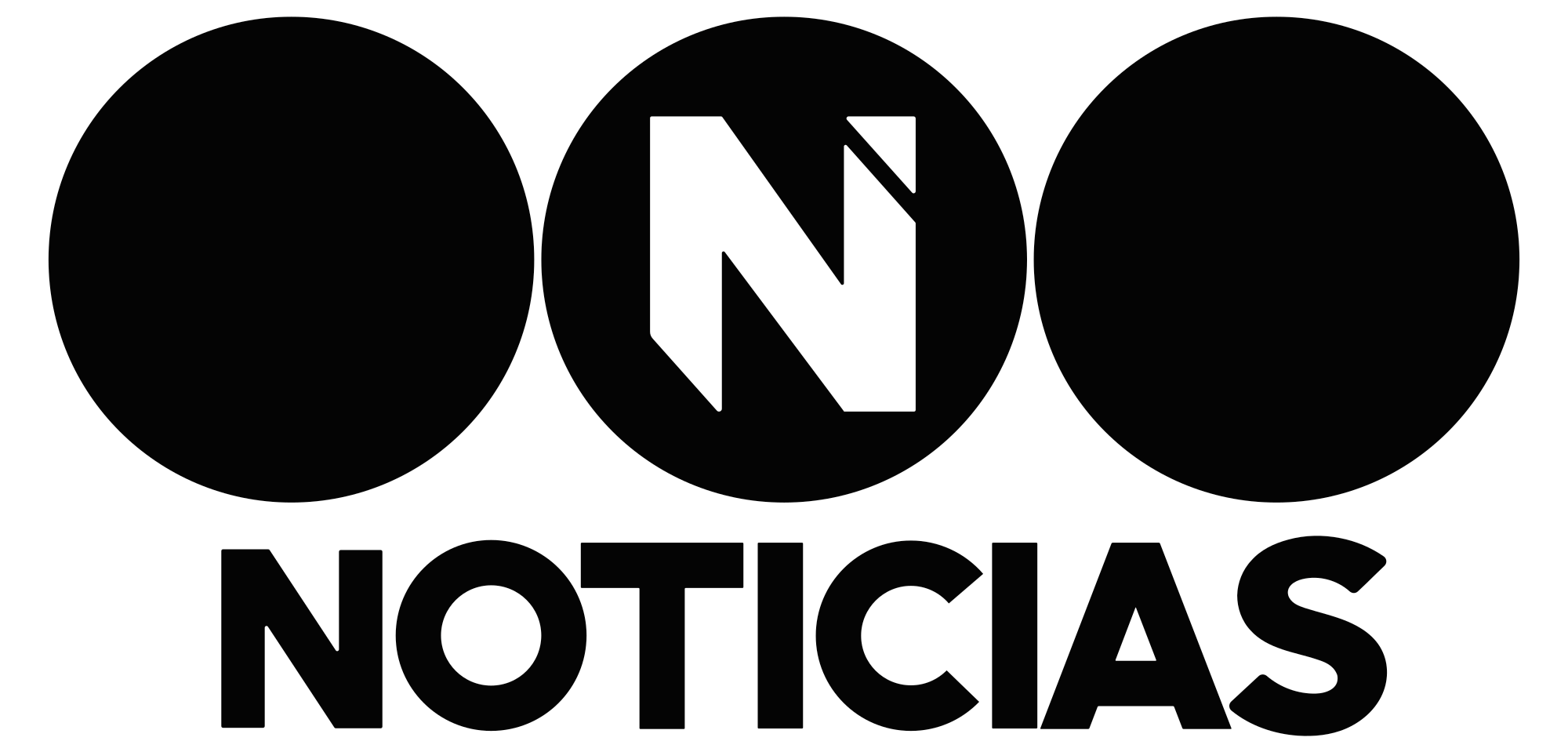
Logo utilizado por Telefe Noticias Neuquén entre 2019 y 2023.

Noticias 7 es el servicio informaivo del canal con principal enfoque en la Provincia del Neuquén y forma parte de la red de Telefe noticias interior de Telefe noticias. Posee dos ediciones que se emiten de lunes a viernes a las 13:00 y a las 20:00. y es considerado el noticiero más visto del Alto Valle.

### Historia

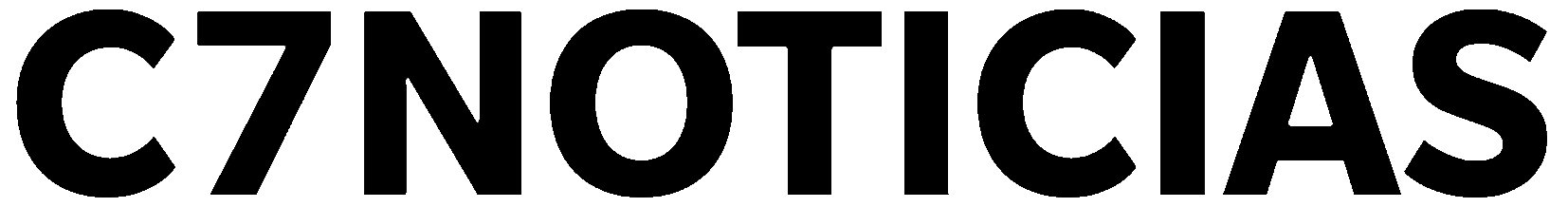
Logo utilizado por Canal 7 Noticias entre 2017 y 2018.

La primera emisión del noticiero fue el 1 de agosto de 1999 bajo el nombre de Canal 7 Noticias,  ocupando el lugar que, para febrero de ese año, tenían Telefe Noticias y Actualidad Siete.
En 2004, la primera edición del noticiero ganó el premio Martín Fierro Federal como Mejor Informativo del interior.

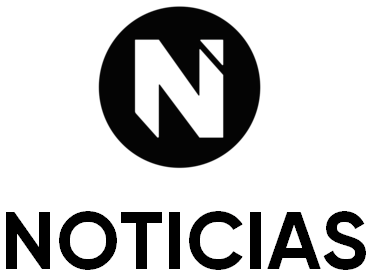
Logo utilizado por Telefe Noticias Neuquén entre 2018 y 2019.

El 21 de noviembre de 2018, como parte del cambio en la imagen institucional de las señales del interior de Telefe, el servicio informativo de Canal 7 cambió su nombre por el de Telefe Noticias Neuquén. Al año siguiente, el 25 de noviembre, la primera edición adoptó una variante del logo de El noticiero de la gente (bajo el nombre de El noticiero de Neuquén), mientras que la segunda comenzó a utilizar el logo oficial de Telefe noticias; sin embargo, ambas ediciones mantienen hasta el presente el mismo nombre oficial que adoptaron en 2018.
El 1 de febrero de 2023, debido a la venta de Canal 7 a Alpha Media, el noticiero retomó nuevamente el nombre de Canal 7 Noticias.
El 23 de octubre de 2023, los noticieros de Canal 7 cambiaron su nombre por el de Noticias 7 , tomando el nombre de su portal web de noticias, y estrenando un nuevo estudio.

## Repetidoras
Canal 7 cuenta con 41 repetidoras en toda la Provincia del Neuquén y 1 en la Provincia de Río Negro. 40 de las 41 repetidoras que se encuentran en Neuquén son administradas por el Estado Provincial y estas retransmiten la señal que es enviada desde el telepuerto estatal NeuSat y emitida vía satélite ARSAT-1.
| Provincia del Neuquén | Provincia del Neuquén           |
| --------------------- | ------------------------------- |
| Canal                 | Localización de la repetidora   |
| 7                     | Aluminé                         |
| 10                    | Andacollo                       |
| 8                     | Añelo                           |
| 44                    | Arrayan                         |
| 7                     | Bajada del Agrio                |
| 3                     | Barrancas                       |
| 7                     | Buta Ranquil                    |
| 11                    | Caviahue                        |
| 11                    | Cerro Bayo/Rincón de los Sauces |
| 13                    | Chorriaca                       |
| 4/68                  | Chos Malal                      |
| 24                    | Copahue                         |
| 3                     | Cutral Có                       |
| 13                    | El Chocón                       |
| 5                     | El Cholar                       |
| 13                    | El Huecú                        |
| 38                    | Huinganco                       |
| 11                    | Junín de los Andes              |
| 3                     | Las Coloradas                   |
| 12                    | Las Lajas                       |
| 35                    | Las Ovejas                      |
| 56                    | Las Pepitas                     |
| 12                    | Los Carrizos                    |
| 9                     | Los Catutos                     |
| 8                     | Loncopué                        |
| 5                     | Mariano Moreno                  |
| 11                    | Paso Aguerre                    |
| 4                     | Picún Leufú                     |
| 9                     | Piedra del Águila               |
| 13/40                 | San Martín de los Andes         |
| 8                     | Santa Julia                     |
| 6                     | Santo Tomás                     |
| 9                     | Taquimilán                      |
| 11                    | Tricao Malal                    |
| 13                    | Varvarco                        |
| 10                    | Villa La Angostura              |
| 11                    | Villa Pehuenia                  |
| 12                    | Villa Traful                    |
| 10                    | Zapala                          |

| Provincia de Río Negro | Provincia de Río Negro        |
| ---------------------- | ----------------------------- |
| Canal                  | Localización de la repetidora |
| 9                      | Catriel                       |

### Programación matutina de RTN
Durante años, las repetidoras que pertenecen al Estado Provincial han emitido programas producidos por la estatal Radio y Televisión del Neuquén de lunes a viernes, antes del inicio de transmisiones del Canal 7.
Hacia el 2018, las repetidoras emitían el programa A Diario (que en la capital neuquina se ve por la señal de TV por cable de RTN) de lunes a viernes entre las 07:00 y las 09:00 (hora en la que Canal 7 iniciaba su transmisión).